# Kombinacja norweska na Mistrzostwach Świata w Narciarstwie Klasycznym 2011 – sztafeta HS106
Sztafeta HS106/4x5 km jedna z konkurencji w ramach kombinacji norweskiej na Mistrzostwach Świata w Narciarstwie Klasycznym 2011. Skoki na skoczni Midtstubakken oraz sztafeta odbyły się 28 lutego 2011 w norweskim Oslo. Konkurencja ta wróciła do programu mistrzostw świata po sześcioletniej przerwie. W zawodach triumfowali Austriacy w składzie: David Kreiner, Bernhard Gruber, Felix Gottwald i Mario Stecher. Rywalizowało 12 reprezentacji narodowych.

## Wyniki

### Skoki
| Pozycja | Nr | Państwo                                                                                  | Skok (m)                | Punkty                        | Strata czasowa |
| ------- | -- | ---------------------------------------------------------------------------------------- | ----------------------- | ----------------------------- | -------------- |
| 1       | 9  | Francja · François Braud · Sébastien Lacroix · Maxime Laheurte · Jason Lamy-Chappuis     | 103,0 100,5 110,5 107,0 | 523,2 128,0 120,4 141,5 133,3 |                |
| 2       | 10 | Niemcy · Johannes Rydzek · Björn Kircheisen · Tino Edelmann · Eric Frenzel               | 103,5 103,0 105,5 106,0 | 513,5 127,0 126,1 131,3 129,1 | +0:13          |
| 3       | 11 | Norwegia · Jan Schmid · Magnus Moan · Mikko Kokslien · Håvard Klemetsen                  | 106,0 99,0 101,5 102,5  | 497,5 133,8 115,5 120,7 127,5 | +0:34          |
| 4       | 12 | Austria · David Kreiner · Bernhard Gruber · Felix Gottwald · Mario Stecher               | 101,5 104,0 101,0 100,5 | 486,6 122,0 128,9 117,0 118,7 | +0:49          |
| 5       | 6  | Stany Zjednoczone · Johnny Spillane · Bill Demong · Bryan Fletcher · Todd Lodwick        | 93,0 100,5 101,5 100,0  | 472,5 107,8 121,6 122,2 120,9 | +1:08          |
| 6       | 3  | Słowenia · Gašper Berlot · Mitja Oranič · Jože Kamenik · Marjan Jelenko                  | 99,5 99,0 100,0 101,0   | 471,8 117,8 117,0 117,4 119,6 | +1:09          |
| 7       | 5  | Finlandia · Hannu Manninen · Joni Karjalainen · Eetu Vähäsöyrinki · Janne Ryynänen       | 94,0 95,5 98,0 100,0    | 448,6 108,7 105,5 115,1 119,3 | +1:39          |
| 8       | 7  | Japonia · Yūsuke Minato · Norihito Kobayashi · Daito Takahashi · Akito Watabe            | 92,5 90,5 102,0 97,0    | 443,1 105,1 97,3 124,5 116,2  | +1:47          |
| 9       | 4  | Czechy · Lukáš Havránek · Aleš Vodseďálek · Miroslav Dvořák · Tomáš Slavík               | 93,0 94,5 95,5 98,0     | 437,1 105,5 109,0 107,8 114,8 | +1:55          |
| 10      | 1  | Rosja · Siergiej Maslennikow · Iwan Panin · Nijaz Nabiejew · Dimitrij Matwiejew          | 97,5 98,5 98,0 88,5     | 432,5 112,0 114,5 111,7 94,3  | +2:01          |
| 11      | 2  | Estonia · Aldo Leetoja · Kail Piho · Karl-August Tiirmaa · Han-Hendrik Piho              | 95,0 93,5 97,0 84,0     | 404,2 108,6 102,5 109,7 83,4  | +2:39          |
| 12      | 8  | Włochy · Alessandro Pittin · Mattia Runggaldier · Giuseppe Michielli · Lukas Runggaldier | 92,0 79,5 95,5 96,5     | 394,9 103,6 72,7 105,8 112,8  | +2:51          |

### Biegi
| Pozycja | Nr | Państwo                                                                                  | Strata (skoki) | Czas                                    | Miejsce | Strata  |
| ------- | -- | ---------------------------------------------------------------------------------------- | -------------- | --------------------------------------- | ------- | ------- |
| 1       | 4  | Austria · David Kreiner · Bernhard Gruber · Felix Gottwald · Mario Stecher               | 0:49           | 47:18,8 11:50,8 11:53,3 11:25,9 12:08,8 | 1       | 48:07,8 |
| 2       | 2  | Niemcy · Johannes Rydzek · Eric Frenzel · Björn Kircheisen · Tino Edelmann               | 0:13           | 47:55,2 11:57,8 12:02,9 11:45,8 12:08,7 | 3       | +0,4    |
| 3       | 3  | Norwegia · Mikko Kokslien · Håvard Klemetsen · Jan Schmid · Magnus Moan                  | 0:34           | 48:14,4 11:37,1 12:11,2 12:00,1 12:26,0 | 4       | +40,6   |
| 4       | 5  | Stany Zjednoczone · Bill Demong · Bryan Fletcher · Johnny Spillane · Todd Lodwick        | 1:08           | 47:54,6 11:32,4 12:16,7 12:01,9 12:03,6 | 2       | +54,8   |
| 5       | 1  | Francja · Maxime Laheurte · Sébastien Lacroix · François Braud · Jason Lamy-Chappuis     | 0:00           | 49:38,2 12:30,0 12:06,2 12:43,7 12:18,3 | 7       | +1:30,4 |
| 6       | 8  | Japonia · Norihito Kobayashi · Akito Watabe · Daito Takahashi · Yūsuke Minato            | 1:47           | 48:23,8 11:49,3 11:55,9 12:27,1 12:11,5 | 5       | +2:03,0 |
| 7       | 7  | Finlandia · Hannu Manninen · Janne Ryynänen · Joni Karjalainen · Eetu Vähäsöyrinki       | 1:39           | 49:38,3 11:56,9 11:56,8 12:29,6 13:15,0 | 8       | +3:09,5 |
| 8       | 6  | Słowenia · Mitja Oranič · Marjan Jelenko · Jože Kamenik · Gašper Berlot                  | 1:09           | 50:16,8 12:15,7 12:08,4 12:58,8 12:53,9 | 9       | +3:18,0 |
| 9       | 12 | Włochy · Giuseppe Michielli · Lukas Runggaldier · Alessandro Pittin · Mattia Runggaldier | 2:51           | 49:08,2 11:57,4 12:22,4 12:07,0 12:41,4 | 6       | +3:51,4 |
| 10      | 9  | Czechy · Miroslav Dvořák · Tomáš Slavík · Aleš Vodseďálek · Lukáš Havránek               | 1:55           | 50:51,0 12:19,9 12:32,3 12:54,9 13:03,9 | 10      | +4:38,2 |
| 11      | 10 | Rosja · Iwan Panin · Nijaz Nabiejew · Siergiej Maslennikow · Dimitrij Matwiejew          | 2:01           | 51:16,1 12:53,6 12:48,8 12:43,8 12:49,9 | 12      | +5:09,3 |
| 12      | 11 | Estonia · Kail Piho · Han-Hendrik Piho · Karl-August Tiirmaa · Aldo Leetoja              | 2:39           | 51:11,0 12:22,3 12:42,3 12:57,4 13:09,0 | 11      | +5:42,2 |